# Redoutenhaus (Bayreuth)

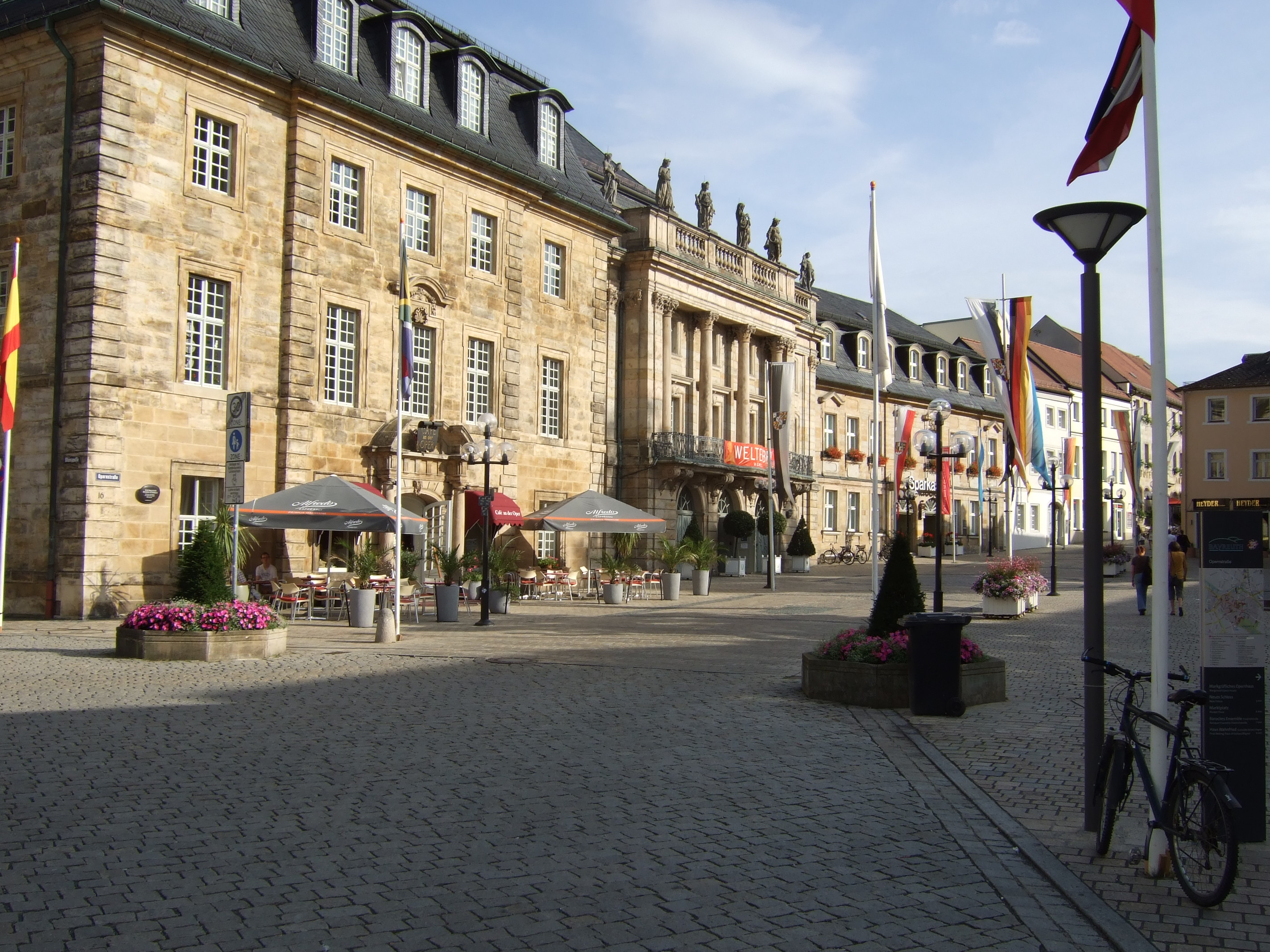
Opernstraße mit Redoutenhaus (links) und Markgräflichem Opernhaus (2012)

Das Redoutenhaus ist ein denkmalgeschütztes (D-4-62-000-279) Gebäude in Bayreuth. Seit April 2023 dient es als Eingangs- und Kassenbereich sowie als Museum für das Markgräfliche Opernhaus.

## Name
Der Name des Gebäudes resultiert aus seiner ursprünglichen Bestimmung. „Redoute“ ist die Bezeichnung für einen Ballsaal, der für Maskenbälle und höfische Gesellschaftstänze errichtet wurde.

## Vorgeschichte
In den Jahren 1714/15 ließ Markgraf Georg Wilhelm an der heutigen Münzgasse ein von Johann David Räntz entworfenes erstes Redoutenhaus „für Opern und Comödien“ errichten. Der Herrscher, der Maskenbälle und Opern liebte, wählte einen Standort nahe seiner Residenz, dem heutigen Alten Schloss.
Unter der Ägide seines sparsamen Nachfolgers Georg Friedrich Karl verfiel es in einen Dornröschenschlaf. Dessen Schwiegertochter Wilhelmine nutzte es indes 1734 für eine Karnevalsveranstaltung, was dem Markgrafen derart missfiel, dass er derartige Vergnügungen für die Zukunft untersagte. Nach seinem Tod im Mai 1735 übernahm Friedrich III., der die Moralvorstellungen seines Vaters nicht teilte, die Regentschaft. Bereits nach wenigen Jahren wurde das Gebäude wegen Baufälligkeit und gewachsener Ansprüche aber aufgegeben und 1740 abgebrochen.

## Geschichte und Beschreibung

Redoutenhaus mit dem Geschäft des Ehepaars Neuland (1910)

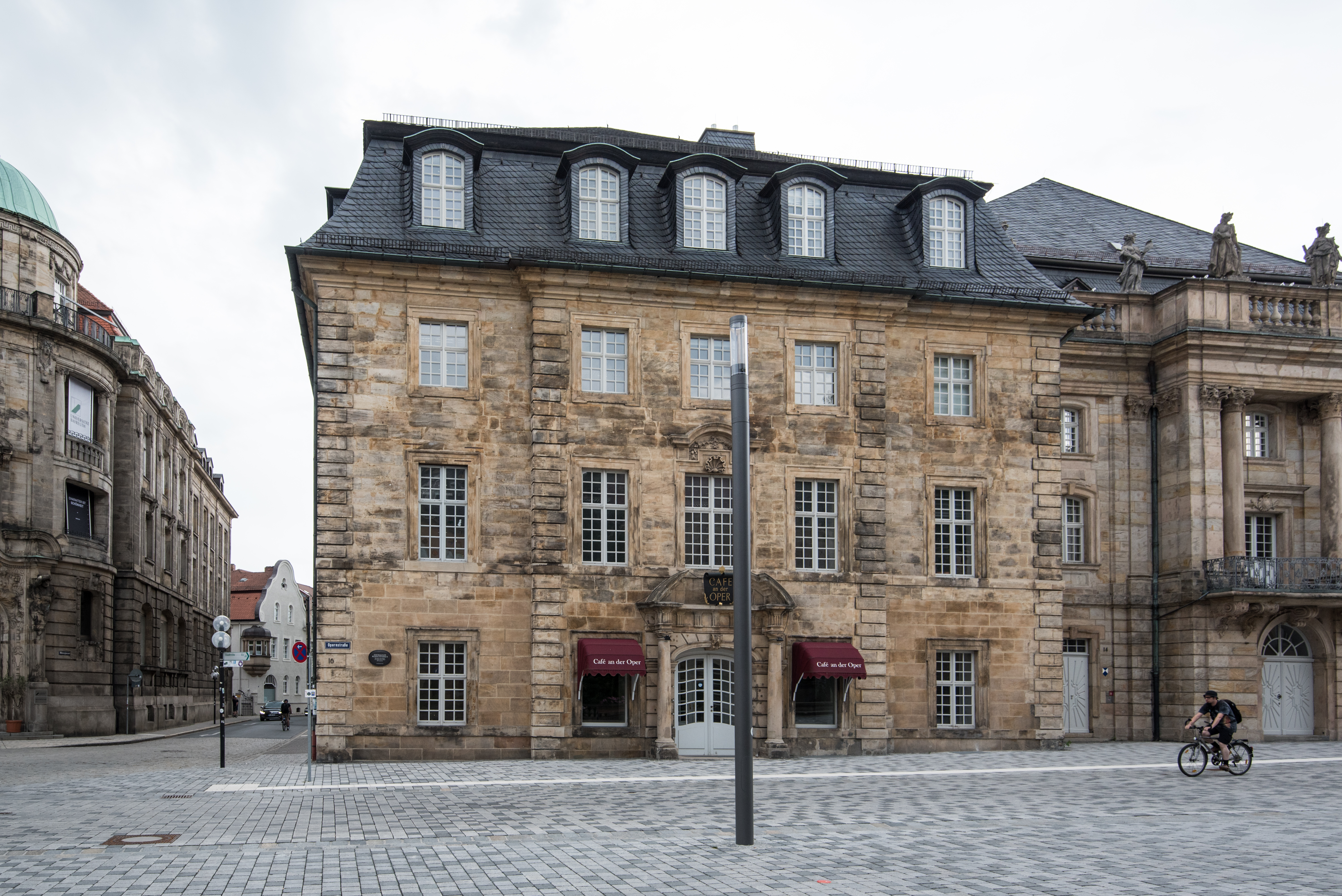
Frontansicht des Gebäudes zwischen Münzgasse (links) und Markgräflichem Opernhaus (2017)

Das heutige Redoutenhaus ist ein nach 1740 fertiggestellter dreigeschossiger Sandsteinquaderbau mit Mansarddach, Mittelrisalit und Säulenportal an gleicher Stelle. Mit der Hausnummer 16 liegt es in der Opernstraße an der Ecke zur Münzgasse und grenzt unmittelbar an das Markgräfliche Opernhaus. Es ragt geringfügig aus der Häuserflucht der Opernstraße hervor. Mit einem Theatersaal im mittleren Stockwerk und Einzelzimmern diente es vorwiegend für Theateraufführungen, Maskeraden und Bälle, aber auch für Kartenspiel, Diners und andere gesellige und festliche Veranstaltungen. Dahinter befand sich, durch einen Zwischentrakt getrennt, als Teil des Ensembles „Redoute“ das Opera- und Komödienhaus.
Da die Redoute den Ansprüchen des Herrscherpaars Friedrich III. und Wilhelmine jedoch bald nicht mehr genügte, ließen diese zwischen 1744 und 1750 zusätzlich das nebenstehende (Markgräfliche) Opernhaus errichten. Mit dem Tod der Markgräfin Wilhelmine im Oktober 1758 endeten die Komödien und Maskeraden im Redoutenhaus. 1759 verkaufte Friedrich III. das Ensemble Redouten-, Opera- und Komödienhaus an den Bankier Moses Seckel, der den hinteren Gebäudetrakt (Opera- und Komödienhaus) innerhalb eines Jahres auf eigene Kosten zur Synagoge umbauen ließ. Im Vordergebäude wurde ihm gestattet, Gewerberäume und einen Laden einzurichten. Seckels Erbe, sein Bruder David, trennte 1772 den vorderen und mittleren Gebäudetrakt von der Synagoge. Das Vordergebäude an der Opernstraße wurde fortan viele Jahrzehnte lang als Büro- und Geschäftshaus genutzt.
Eineinhalb Jahrhunderte lang blieb das Redoutenhaus Eigentum und Domizil jüdischer Familien. Erst 1919 wurde das Gebäude an zwei nichtjüdische Personen verkauft. Die Großeltern Charlotte Knoblochs väterlicherseits, Salomon und Albertine Neuland, betrieben im frühen 20. Jahrhundert im Redoutenhaus ein Modewaren- und Damenkonfektionsgeschäft; im Januar 1936 wurde das jüdische Ehepaar von den Nationalsozialisten zur Geschäftsaufgabe gezwungen. Nach erfolgter „Arisierung“ wurde das Geschäft als Modehaus Krämer & Hacker weitergeführt.
Im Januar 1939 kaufte der Bayerische Staat die Synagoge und das Redoutenhaus für geplante Erweiterungsbauten des Markgräflichen Opernhauses und übergab den Komplex 1950 an die Bayerische Schlösserverwaltung. In der Nachkriegszeit wurde das Redoutenhaus unter wechselnden Pächtern als Gastronomiebetrieb „Operncafé“ genutzt. Zwischen 1964 und 1968 wurde das Gebäude saniert, dabei entkernt und innen neu gestaltet; der Rokoko-Deckenstuck im ehemaligen Theatersaal des 1. Stockwerks wurde ins Erdgeschoss versetzt und Verbindungen zum Foyer des Opernhauses wurden geschaffen.

## Funktionswechsel
Ende 2016 wurde der Gastronomiebetrieb im Redoutenhaus geschlossen. An seiner Stelle wurden ein Museum, das den Besucher in die Opernwelt der Markgräfin Wilhelmine einführt, und ein barrierefreier Eingangs- und Kassenbereich für das Opernhaus eingerichtet.
Ursprünglich war vorgesehen, das Opernhaus und das Redoutenhaus gleichzeitig zu sanieren. Nachdem der Bauantrag eingereicht war, teilte das bayerische Finanzministerium jedoch diese Maßnahme. Dieser Schritt komplizierte den Umbau, da rund ein Drittel der Technik des Opernhauses im Keller des Redoutenhauses untergebracht war. 2017 begann die Planung; zunächst wurde der Bauabschnitt Nummer zwei, das Museum, in Angriff genommen.
Im Jahr 2019 wurde mit der Umgestaltung des Gebäudes begonnen, bis Ende 2022 wurden 100 t Stahl und 1000 t Beton für dessen statische Ertüchtigung verbaut. In Höhe des ersten Obergeschosses wurde eine große Fensteröffnung in die Rückwand gebrochen, die eine Blickbeziehung zur Synagoge herstellt. Die Kosten sollten sich auf mehr als 15 Millionen Euro belaufen. Am 21. April 2023 wurde das Redoutenhaus in seiner neuen Funktion als Welterbe-Museum und -Informationszentrum eröffnet.
Herzstück der Ausstellung ist das funktionstüchtige Modell einer barocken Bühnentechnik. Deren Reste, insbesondere die Obermaschinerie und der Donnerkasten, waren 1962 auf Weisung der Bayerischen Staatsoper, die alljährlich im Opernhaus die Fränkische Festwoche ausrichtete, undokumentiert entsorgt worden; ebenso die vermutlich 1818 erneuerte Versenkung, mittels derer Schauspieler unvermittelt auf der Bühne auftauchen konnten. Das in Holzbauweise gefertigte Modell nach dem Vorbild des Schlosstheaters Drottningholm ist 3,80 m hoch, 5,50 m breit und 6,00 Meter tief. Durchlaufende Seile von rund 2 km Länge ermöglichen das Bewegen der Kulissen von drei verschiedenen Bühnenbildern und des aufwendig gestalteten Vorhangs. Es weist Soffitte, eine Wolkenmaschine, Meereswellen, Beleuchtung, Regen- und Donnerschacht sowie eine Windmaschine auf. Klaus-Dieter Reus, Verfasser des Werks Faszination der Bühne und Initiator des Baus des Modells, geht davon aus, dass die originale Bühnentechnik des Opernhauses jener von Drottningholm entsprach.